# Neuroeconomía
La Neuroeconomía es un campo de estudio interdisciplinario que integra la ciencia económica y la neurociencia. Su objetivo central es identificar los fundamentos neurobiológicos y biológicos del comportamiento económico, como el dilucidar cómo el cerebro calcula el valor, actualiza las creencias, gestiona la incertidumbre e incorpora la información social. Se enfoca en examinar cómo las estructuras y funciones cerebrales dan origen al comportamiento económico, representando una síntesis entre la economía, la biología, la psicología y la neurociencia para elucidar los mecanismos subyacentes a la toma de decisiones.
Esta interdisciplina combina métodos de investigación de la neurociencias, economía conductual, psicología cognitiva  y psicología social. Dado que las aproximaciones computacionales a la toma de decisiones han cobrado gran relevancia, la neuroeconomía ha incorporado nuevos desarrollos provenientes de la biología teórica, inteligencia artificial, y el modelamiento matemático. A través de la utilización de herramientas técnicas y conceptuales provenientes de distintos campos, la neuroeconomía intenta evitar las dificultades que surgen de la utilización de una sola perspectiva. 
En economía, la hipótesis de la utilidad esperada y el concepto de  agente o acción racional, son ampliamente utilizados como supuestos acerca de la conducta humana. Sin embargo, dichos supuestos tienen problemas a la hora de predecir diversos efectos en la conducta económica; como la utilización de heurísticas y la existencia de  sesgos cognitivos que influyen en la toma de decisiones.  La economía conductual surgió originalmente para abordar y explicar dichas anomalías.
Gracias al avance que las ciencias del cerebro han experimentado en los últimos años, la neuroeconomía complementa estos intentos con nuevas herramientas técnicas y nuevos niveles de análisis en el estudio científico de la toma de decisiones.

## Introducción
El campo de la toma de decisiones se ocupa principalmente de los procesos mediante los cuales los individuos hacen una sola elección entre muchas opciones, en general se supone que dichos procesos proceden de una manera lógica, de tal forma que la decisión es en gran parte independiente del contexto.
Nuestro proceso de tomar decisiones lógicas funciona de esta manera: las diferentes opciones se traducen a un valor monetario, se comparan entre sí y se elige la que represente un mayor valor de utilidad (o ganancia), o la que menos pérdida represente. Si bien se ha apoyado esta toma de decisiones desde el punto de vista económico, hay casos en los que no siempre se toma la mejor decisión
El campo de la neuroeconomía surgió de esta controversia, al determinar qué áreas del cerebro están activas en qué tipos de procesos de decisión, los neuroeconomistas esperan comprender mejor la naturaleza de lo que parecen ser decisiones subóptimas e ilógicas.
La neuroeconomía es una reciente disciplina que estudia lo que sucede en el cerebro humano durante la toma de decisiones, y la relación entre las emociones y la conducta de los agentes económicos. Como su nombre lo indica, surge de la conjunción entre neurociencias y economía. En los últimos años el avance vertiginoso de las neurociencias permitió la realización de numerosas investigaciones en esta área, haciendo posibles nuevos enfoques en los análisis económicos.
La mayoría de los científicos hacen investigaciones en personas, pero algunos otros hacen sus investigaciones en  animales ya que los estudios pueden controlarse más estrictamente y las suposiciones del modelo económico pueden probarse directamente.
La neuroeconomía estudia la neurobiología junto con las bases computacionales de la toma de decisiones y se aplica un marco de cálculos básicos y divide el proceso de toma de decisiones en cinco etapas:
- Primero, se calcula la representación del problema, esto analiza el contexto, el estado de ánimo y la posible acción que se realizará (o decisión)
- En segundo lugar, a los valores (opciones) se asignan a acciones potenciales (es cuando se traducen las opciones a un valor monetario)
- En tercer lugar, en función de las valoraciones, se selecciona una de las acciones (se toma la decisión).
- En cuarto lugar, el sujeto evalúa qué tan deseable es el resultado
- La etapa final, que es el aprendizaje, incluye la actualización de todos los procesos anteriores para mejorar las decisiones futuras.

## Historia
La Neuroeconomía se cimentó en las bases de dos ciencias: la neurociencia, que intenta explicarnos la interacción “mente-cerebro”, y la economía.
Los primeros economistas comenzaron a trabajar en sus estudios cuando la psicología todavía no existía, razón por la cual actuaron, de alguna manera, como psicólogos. El principio de racionalidad se basa en extender la influencia central de una teoría económica a otras ciencias sociales bajo el nombre de teoría de la elección racional. Este principio puede considerarse desde dos perspectivas diferentes:
- Normativo: que implica establecer cuáles son las características que debe tener una conducta para ser calificada como racional.
- Descriptivo: que analiza la conducta observada para determinar si puede ser calificada como racional.

La teoría de la elección racional nos dice que la acción de la toma de decisión está muy marcada, no siendo este el resultado en algunas ocasiones de lo que un grupo espera sino de lo que el sujeto, desde su objetividad o subjetividad, considera que es lo mejor a partir de la información que adquiere, de la perspectiva, de cómo analiza la situación y de su capacidad de raciocinio para aplicar al caso.
Aportes de Jevons, Walras, Marshall y Pareto, entre otros, consolidaron durante la segunda mitad del siglo XIX y principios del siglo XX- la base de la ciencia económica que hoy se estudia en las universidades.Fundamentos planteado sobre la racionalidad del ser humano por parte de la escuela neoclásica. En la segunda mitad del siglo XIX, Jevons, Walras y compañía, hicieron que la economía se consolidará como campo autónomo en una época donde todo lo que no era verificable empíricamente no tenía mucho rigor científico.Después de los neoclásicos se creó la escuela de economía de Keynes la cual era de las únicas que cuestionaba la racionalidad del ser humano al tomar decisiones.
El electroencefalograma (EEG) fue una máquina que se inventó en 1912 por un científico ruso llamado Vladimir Vladimirovich Pravdich-Neminsky y es el primer método para sacar las imágenes cerebrales. Gracias a esto fue posible analizar una hipótesis de trabajo determinada.
El nacimiento como tal de la neuroeconomía comenzó con su difusión en el año 2002 cuando se otorgó el Premio en Ciencias Económicas en memoria de Alfred Nobel al psicólogo israelí Daniel Kahneman, quien en su estudio reveló que se cometen errores a la hora de tomar decisiones económicas. Fue pionero en integrar descubrimientos de psicología en las ciencias económicas y demostró que el supuesto clásico de la decisión racional del consumidor es afectado por importantes sesgos cognitivos.Se cuestiona la teoría económica clásica desde Adam Smith que se basa en que los miembros de la sociedad son siempre racionales, definidos como «homo economicus» que buscan maximizar las utilidades, analizando objetivamente los costos y beneficios.

## Funcionamiento
El proceso de compra del consumidor es el conjunto de pasos que se desarrollan de forma consecuente, con eventuales retornos hasta llegar a la decisión final.  Hay cuatro modelos del comportamiento del consumidor:
- El punto de vista económico, en el que se sostiene que el consumidor toma decisiones racionales, conocida como la teoría del “hombre económico”.
- El punto de vista pasivo, el que describe al consumidor como un ente sumiso frente a las campañas promocionales de las empresas y sus productos, que define a los consumidores como compradores impulsivos e irracionales.
- El punto de vista cognitivo, que describe al consumidor como un solucionador pensante de problemas, este modelo se enfoca en los procesos mediante los cuales buscan y evalúan información para tomar sus decisiones.
- El punto de vista emocional, denominado también impulsivo, sostiene que las compras realizadas sobre una base emocional, conceden menos importancia a la información y consiguientemente dan mayor importancia a su estado de ánimo y sus sentimientos del momento. Lo que no significa un comportamiento irracional.

El proceso de compra del consumidor, de forma regular, se comprende como el conjunto de pasos que se desarrollan de forma consecuente, con eventuales retornos hacia atrás, hasta llegar a la decisión final, traducida en una compra.No cabe duda de que las emociones juegan un papel fundamental en un proceso de decisión de compra. Resulta muy evidente que nuestras compras diarias no marcan un estado emocional definitivo y claro, ya que son mucho más evidentes en compras complejas y de alto involucramiento por parte de los consumidores, o por lo menos resultan más perceptibles.

### Relación con la Neurociencia
La Neuroeconomía combina la economía con la psicología y toma las neurociencias para complementar y minimizar los sesgos que cada disciplina tiene.
La Neurociencia, puede comprenderse lógicamente como la ciencia que estudia la estructura y la función química, farmacología, y patología del sistema nervioso y de cómo los diferentes elementos del sistema nervioso interaccionan y dan origen a la conducta. Mientras que la neuroeconomía sugiere que en el proceso de toma de decisiones consiste primero en la identificación y definición del problema, luego se buscan alternativas, continúa con la evaluación y finalmente se ejecuta y controlar.

### Economía conductual
La economía y finanzas conductuales son campos cercanos que aplican la investigación científica en las tendencias cognitivas y emocionales humanas y sociales, buscan incorporar en el análisis económico, las variables emocionales presentes en los seres humanos al momento de tomar una decisión económica, para una mejor comprensión de la toma de decisiones económicas y del análisis de cómo afectan a los precios de mercado, a los beneficios, y a la asignación de recursos. Los campos de estudio están principalmente referidos, con la racionalidad o con su ausencia, en lo que se refiere a los agentes económicos.
La emoción es un concepto que en economía muchas veces no se tomó en cuenta porque da la sensación de que la emoción desaparece frente al pensamiento lógico, siendo que en realidad las decisiones que tomamos pensando que son racionales están llenas de emociones. Lo racional no sustituye a lo emocional, sino que lo complementa e incide en su desarrollo y en cada decisión final que tomamos. Lo que distingue a esta corriente es la utilización de conocimientos que provienen de la psicología para analizar el comportamiento económico.

### Neuromarketing
El Neuromarketing es el estudio de los procesos mentales, explícitos e implícitos, y el comportamiento del consumidor en diversos contextos, tanto en las actividades de marketing para la evaluación, la toma de decisiones, el almacenamiento o consumo, basado en los paradigmas y el conocimiento de la neurociencia.
El Neuromarketing permite mejorar las técnicas y recursos publicitarios y ayudar a comprender la relación entre la mente y la conducta del consumidor.
Mientras la neuroeconomía tiene más objetivos académicos porque estudia el proceso básico de la toma de decisiones, el neuromarketing es el campo aplicado el cual usa herramientas de la neuroimagen para investigaciones de mercado.

## Autores Notables
|  | https://en.wikipedia.org/wiki/Paul_J._Zak |  |  |  |  |  |
|  | ----------------------------------------- |  |  |  |  |  |

## Experimentos y Aportaciones

###### Experimento de la University College London
"Perder dinero activa los mecanismos cerebrales del miedo al dolor, las pérdidas económicas despiertan la misma reacción defensiva que un peligro inminente". Un estudio realizado ha revelado que durante un juego de ganar y perder dinero, cuando los jugadores perdían dinero se activaba el área del cerebro relacionada con la respuesta al miedo y al temor

###### El Cerebro Económico
En definitiva, en nuestro cerebro contamos con circuitos neurales que facilitan el aprendizaje y la construcción de preferencias, otros que modulan la toma de decisiones de riesgo y otros que contribuyen a la resolución de situaciones que generan incertidumbre. La neuroeconomía proporciona un marco óptimo para explorar cómo el cerebro participa en la toma de decisiones y cómo interaccionan la razón y la emoción, dando lugar en algunos casos a decisiones acertadas y en otros a soluciones que resultan desacertadas para la persona en el contexto de los modelos económicos.
| El Cerebro Económico              | El Cerebro Económico |
| --------------------------------- | --- |
| Estriado ventral                  | uando tenemos que tomar la decisión de elegir entre dos cantidades de dinero que pueden ser recibidas en momentos diferentes, se activa cuando se elige recibir el dinero de forma inmediata. Monitoriza cuánto una persona valora un refuerzo recibido con demora y la preferencia por un determinado producto en el contexto de compra. |
| Corteza prefrontal medial         | Un aumento de su actividad resultará probablemente en una preferencia por un refuerzo inmediato. Se desactiva cuando el precio de un producto que vamos a comprar es excesivo. Su actividad se ve marcadamente aumentada en respuesta a precios altos en el caso de los vendedores.                                                       |
| Corteza prefrontal lateral        | Se activa de forma similar delante de un refuerzo como el dinero, independientemente del tiempo que tiene que esperar la persona para recibirlo. Esta región permitiría centrar la toma de decisión en la valoración de la magnitud del refuerzo más que en su proximidad temporal.                                                       |
| Corteza prefrontal dorsolateral   | En contextos de compra e inversión, las opciones altamente valoradas por la persona provocan un aumento de su actividad. |
| Corteza cingulada anterior dorsal | En modelos económicos, la consideración de opciones que entran en conflicto en diferentes dimensiones evoca su activación. |
| Caudado medial                    | Participa en la integración de la información cognitiva con la información reforzante en la planificación de la estrategia óptima para obtener el mejor resultado posible. |

###### Experimento de neuroeconomía aplicado a la curva de demanda y el comportamiento del consumidor.
Knutson, Loewenstein y otros, en uno de los primeros estudios que usaron resonancia magnética funcional para examinar la conducta real del consumidor, el estudio de las funciones de demanda micro- y analizaron mediante imágenes cerebrales a personas en un momento de compra en forma concreta. Después vinieron varios más estudios similares, pero éste sin dudas fue el señuelo, el que abrió el camino.
Veintiséis adultos participaron en el mismo, cada uno con U$S 20 para gastar en determinados productos, que luego les serían enviados a su casa en caso de compra; y si ellos elegían no hacer ninguna compra, se podían quedar con el dinero. Los productos y sus precios aparecían en una pantalla de computadora que los participantes podían ver mientras sus cerebros eran escaneados vía resonancia magnética. De esta forma, mediante el estudio de cuáles regiones cerebrales se activaban al momento de que cada persona decidiera la compra, los investigadores fueron capaces de predecir exitosamente si los participantes decidirían comprar o no. Activaciones de las regiones asociadas con la preferencia por el producto (núcleo accumbens) y con el ponderar ganancias y pérdidas (corteza media pre-frontal) indicaban que una persona decidiría comprar un producto. Por el contrario, cuando se activaba la región asociada con precios excesivos (ínsula), los participantes elegirían no comprar dicho producto (la restricción del ingreso impedía la compra).
En conclusión: En palabras del especialista en temas neurología, al tomar una decisión de compra, en nuestro cerebro habría una especie de batalla entre el sí y el no, con dos regiones en lucha: núcleo accumbens e ínsula. Si la activación del núcleo accumbens sobrepasa la de la ínsula, la decisión muy probablemente sea de compra; si por el contrario la activación de la ínsula es mayor, muy probablemente no se elegirá dicho producto:
- NUCLEO ACCUMBENS: SI
- INSULA: NO

“El realismo de un modelo no debería ser cuestionado a nivel de sus hipótesis subyacentes, sino más bien de sus predicciones”.

###### Apuesta de la adicción e ilusión.
En un experimento típico de economía del comportamiento, se le pide a un sujeto que tome una serie de decisiones económicas. Por ejemplo, se le puede preguntar a un sujeto si prefiere tener 45 centavos o una apuesta con un 50% de probabilidad de ganar un dólar. El experimentador medirá diferentes variables para determinar qué está sucediendo en el cerebro del sujeto a medida que toman la decisión. Algunos autores han demostrado que la neuroeconomía puede ser útil no solo para describir experimentos con recompensa, sino también para describir el comportamiento psicológico de los síndromes psiquiátricos comunes relacionados con la adicción y la ilusión.

###### El reto PEPSI
Posiblemente el estudio más difundido es el referido al correlato neural del “desafío pepsi”. Desde los años 70, Pepsi® viene insistiendo con su popular “desafío Pepsi”, en el cual les vendan los ojos a los consumidores y les dan a probar un vaso con Pepsi y otro con Coca Cola®. Siempre son mayoría los que optan por Pepsi, dice la empresa.
En un estudio encabezado por Samuel McClure y Read Montague (autor de “Why Choose This Book?: How We Make Decisions”) se replicó este desafío en una condición sin información de la marca que se está consumiendo, y en otra con dicha información (McClure et al. 2004). Se realizaron registros de imagen cerebral, y se encontraron interesantes relaciones entre dichos registros y las pautas de elección.
En la condición sin conocimiento de marca las personas consistentemente prefirieron Pepsi, lo que correlacionó con la actividad de una zona ventro-medial de la corteza prefrontal asociada al placer sensorial. Ahora bien, en la condición con conocimiento de marca, los participantes se inclinaron en su mayoría por Coca Cola, lo que correlacionó con una fuerte actividad en el hipocampo, vinculado al recuerdo de experiencias personales, y de la corteza prefrontal dorso lateral, vinculada al control y la modificación de la conducta a través de la experiencia y la socialización.
Este estudio muestra el poder de la marca, cuya influencia es capaz de modificar el funcionamiento cerebral de modo que la información sensorial queda relegada a un segundo lugar a la hora de optar.